# VM i fodbold for kvinder 2019 - Finalen
Finalen om verdensmesterskabet i fodbold for kvinder 2019 var den 8. finale siden turneringens etablering i 1991. Kampen skal blev spillet den 7. juli 2019 på Parc Olympique Lyonnais i Frankrigs tredjestørste by Lyon, og skulle finde vinderen af VM i fodbold for kvinder 2019.
Finalen bestod af de forsvarende VM-mestre fra 2015 USA og de forsvarende europamestre fra Holland, der desuden var i deres første VM-finale.
USA vandt finalekampen 2–0 og vandt samtidig landets fjerde VM-titel for kvinder. Målene i finalekampen blev scoret i anden halvleg af med-anføren Megan Rapinoe på straffespark og Rose Lavelle. Med deres finalesejren, sluttede USA sig til Tyskland som det andet hold, til at vinde et verdensmesterskab for kvinder to gange i træk. Holdets træner, Jill Ellis, blev desuden den første landstræner, til at vinde to verdensmesterskaber for kvinder.
Hvert finalehold, kom som forsvarende mestre fra deres regionale mesterskaber, med USA som forsvarende mestre fra CONCACAF Women's Championship i 2018 og Holland med EM-titlen i 2017.

## Stadion
Finalen blev afholdt på Parc Olympique Lyonnais i Décines-Charpieu, en forstad til storbyen Lyon. Under turneringen blev stadionet omtalt som Stade de Lyon af FIFA. Stadionet har en tilskuerkapacitet på 57.900 og var vært for begge semifinalekampe. Stadionet blev annonceret som det finale-stadionet, da Frankrig blev bekræftet som vært den 19. marts 2015, hvor stadionet blev officielt bekræftet som vært for semifinalen og finalen i september 2017. Stadionet er ellers hjemmebane for Ligue 1-klubben Olympique Lyonnais, siden 2016 hvor stadionet erstatte deres tidligere stadion, Stade Gerland. Det har også været vært for flere UEFA Women's Champions League-kampe for klubbens kvindeside, som er den mest succesrige klub i europæisk historie.

## Vej til finalen
| Pos | Hold     | K | P |
| --- | -------- | - | - |
| 1   | USA      | 3 | 9 |
| 2   | Sverige  | 3 | 6 |
| 3   | Chile    | 3 | 3 |
| 4   | Thailand | 3 | 0 |

| Pos | Hold        | K | P |
| --- | ----------- | - | - |
| 1   | Holland     | 3 | 9 |
| 2   | Canada      | 3 | 6 |
| 3   | Cameroun    | 2 | 3 |
| 4   | New Zealand | 1 | 0 |

## Kampen

### Kampdeltaljer
| 7. juli 2019 17:00 CEST |

| USA                                | 2–0     | Holland |
| ---------------------------------- | ------- | ------- |
| - Rapinoe 61' (str.) - Lavelle 69' | Rapport |         |

| Parc Olympique Lyonnais, Lyon Tilskuere: 57,900 Dommer: Stéphanie Frappart (Frankrig) |

| USA | Holland |

| GK             | 1  | Alyssa Naeher     |     |     |
| RB             | 5  | Kelley O'Hara     |     | 46' |
| CB             | 7  | Abby Dahlkemper   | 42' |     |
| CB             | 4  | Becky Sauerbrunn  |     |     |
| LB             | 19 | Crystal Dunn      |     |     |
| CM             | 3  | Sam Mewis         |     |     |
| CM             | 8  | Julie Ertz        |     |     |
| CM             | 16 | Rose Lavelle      |     |     |
| RF             | 17 | Tobin Heath       |     | 87' |
| CF             | 13 | Alex Morgan       |     |     |
| LF             | 15 | Megan Rapinoe (c) |     | 79' |
| Udskiftninger: |    |                   |     |     |
| DF             | 11 | Ali Krieger       |     | 46' |
| FW             | 23 | Christen Press    |     | 79' |
| FW             | 10 | Carli Lloyd       |     | 87' |
| Træner:        |    |                   |     |     |
| Jill Ellis     |    |                   |     |     |

| GK             | 1  | Sari van Veenendaal (c) |     |     |
| RB             | 2  | Desiree van Lunteren    |     |     |
| CB             | 6  | Anouk Dekker            |     | 73' |
| CB             | 3  | Stefanie van der Gragt  | 60' |     |
| LB             | 20 | Dominique Bloodworth    |     |     |
| CM             | 14 | Jackie Groenen          |     |     |
| CM             | 10 | Daniëlle van de Donk    |     |     |
| CM             | 8  | Sherida Spitse          | 10' |     |
| RF             | 21 | Lineth Beerensteyn      |     |     |
| CF             | 9  | Vivianne Miedema        |     |     |
| LF             | 11 | Lieke Martens           |     | 70' |
| Udskiftninger: |    |                         |     |     |
| MF             | 19 | Jill Roord              |     | 70' |
| FW             | 7  | Shanice van de Sanden   |     | 73' |
| Træner:        |    |                         |     |     |
| Sarina Wiegman |    |                         |     |     |

| Kampens spiller: Megan Rapinoe (USA) Linjedommere: Manuela Nicolosi (Frankrig) Michelle O'Neill (Irland) Fjerdedommer: Claudia Umpiérrez (Uruguay) Femtedommer: Luciana Mascaraña (Uruguay) Videodommer: Carlos del Cerro Grande (Spanien) Videodommerassistent: José María Sánchez Martínez (Spanien) Mariana de Almeida (Argentina) | Kampens regler - 90 minutter - 30 minutter forlænget spilletid hvis dette findes nødvendig - Straffesparkskonkurrence, hvis scoren stadig står lige. - Maksimalt tolv navngivne udskiftninger. - Maksimum tre substitutioner, med en fjerde tilladt i ekstra tid. |

## Tv-dækning
Den internationale tv-dækning af kampen fik et gennemsnit på 82.18 millioner live-seere og 260 millioner samlede seere verden rundt, hvilket satte en ny turneringsrekord. Den amerikanske tv-dækning af kampen, blev vist på tv-station Fox der i gennemsnit havde et seertal på 14.3 millioner, der samtidig også overgik mændenes finale i 2018 (hvor USA ikke var deltagende). Yderligere 1.6 millioner amerikanere så kampen på Telemundo på spansk, mens der for Fox's streaming service trak et gennemsnit 289.000 seere.
I Holland blev finalen set af omkring 5.5 millioner mennesker, anslået 88 procent af mennesker med tv-adgang. Den brasilianske tv-station Rede Globo og dets partnere kunne berette om et seertal på 19.9 millioner mennesker (en andel på 41.7 procent) og satte en ny kvindefodboldrekord. Der blev også rapporteret om store seertalsstigninger i Frankrig (5.9 mio.), Tyskland (5.1 mio.), Sverige (1.5 mio.) Og Storbritannien (3.2 mio.).
Generelt var der ikke den store interesse for VM-turneringen fra danskernes side af, bl.a. fordi Danmark heller ikke var blandt de 24 deltagende hold ved turneringen. Hvor mange danskere der så finalekampen vides ikke, men den mest sete kamp ved slutrunden pr. 18. juni 2019, var kvartfinalekampen mellem finaleholdet USA og værtsnationen Frankrig. Kampen havde omkring 66.000 danske seer.
Stort set alle VM-slutrundens kampe blev vist på DR3 eller DRs streamningtjeneste DRTV. Finalekampen blev også vist på DR3, med Henrik Liniger og Arnela Muminović som danske kommentatorer.